# Edward Coke
Sir Edward Coke (Mileham, 1º febbraio 1552 – Godwick, 3 settembre 1634) è stato un politico e giurista inglese, tra i più celebri dell'Età elisabettiana. Autore di influenti opere di diritto anglosassone, i suoi scritti sono da più di trecento anni alla base del sistema giuridico inglese.

## La nascita dellajudicial review
Col caso Thomas Bonham v College of Physicians, comunemente noto come Dr. Bonham's Case o semplicemente Bonham's Case, nel 1610 Sir Edward Coke, allora Chief Justice della Court of Common Pleas in Inghilterra, sostenne per la prima volta (nella motivazione della decisione) che "in molti casi, la common law controllerà gli atti del Parlamento". 
L'atto del Parlamento in questione era il "College of Physicians Act 1553" che dava al college il diritto di incarcerare chi esercitasse la medicina senza licenza. Il significato della motivazione è stato contestato nel corso degli anni. Secondo un'interpretazione, Coke intendeva il tipo di revisione giudiziaria che si sarebbe poi sviluppata negli Stati Uniti, ma altri studiosi ritengono che egli intendesse solo interpretare uno statuto, senza sfidare la sovranità parlamentare.
La dichiarazione di Coke è talvolta stata considerata un obiter dictum (un'affermazione fatta "a proposito"), piuttosto che una parte della ratio decidendi: il punto di vista in essa contenuto ha goduto di un certo sostegno ma nessuno statuto è stato dichiarato nullo, per cui il caso di Bonham è stato messo da parte come precedente, a favore della crescente dottrina della sovranità parlamentare. William Blackstone, uno dei più importanti sostenitori della dottrina, ha sostenuto che il Parlamento è il legislatore sovrano, impedendo ai tribunali di common law di mettere da parte o rivedere gli statuti nel modo suggerito da Coke. 
Nello stesso tempo, però, quel precedente si affermava negli Stati Uniti sostituendo la law of the land con la Costituzione: nasceva così la judicial review che avrebbe trovato la sua affermazione nella sentenza sul caso Marbury v. Madison.

## Opere

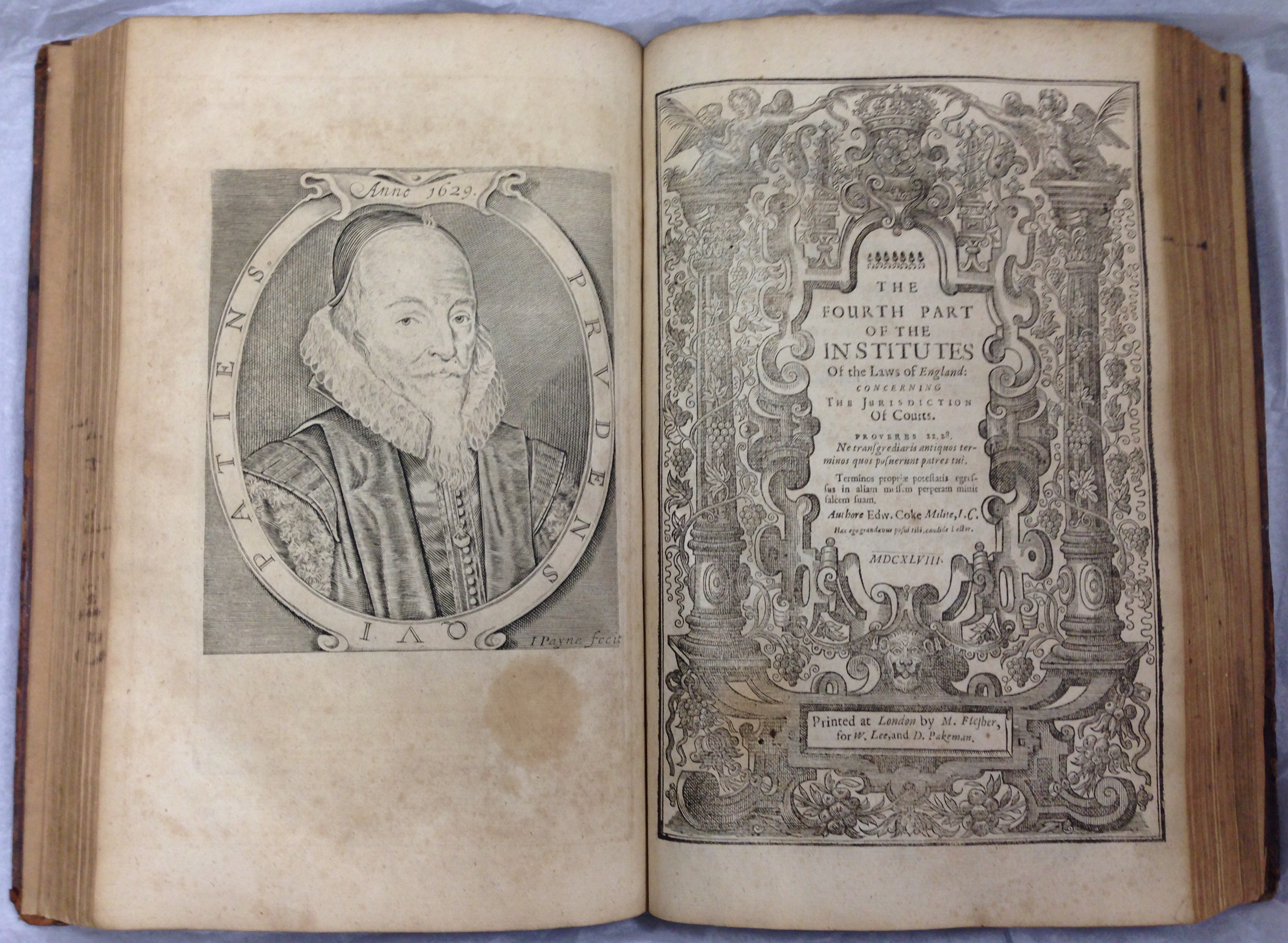
Quarta parte di Institutes of the Laws of England (2ª edizione, 1648, frontespizio)

- (EN) Institutes of the laws of England, 1ª parte, 1ª ed., London, Society of Stationers, 1628.
- (EN) Institutes of the laws of England, 2ª parte, 2ª ed., London, Miles Flesher per William Lee & Daniel Pakeman, 1642.
- (EN) Institutes of the laws of England, 3ª parte, 2ª ed., London, Miles Flesher per William Lee & Daniel Pakeman, 1648.
- (EN) Institutes of the laws of England, 4ª parte, 2ª ed., London, Miles Flesher per William Lee & Daniel Pakeman, 1644.
- (EN) Reports, vol. 1, London, Joseph Butterworth, 1826.
- (EN) Reports, vol. 2, London, Joseph Butterworth, 1826.
- (EN) Reports, vol. 3, London, Joseph Butterworth, 1826.
- (EN) Reports, vol. 4, London, Joseph Butterworth, 1826.
- (EN) Reports, vol. 5, London, Joseph Butterworth, 1826.
- (EN) Reports, vol. 6, London, Joseph Butterworth, 1826.
- (EN) Reports, indice analitico, London, Joseph Butterworth, 1827.